# Jakob Klein-Haparash
Jacob Klein-Haparash (n. 1897, Cernăuți - d. 1970, Natania, Israel), jurnalist și scriitor de limba germană.
A studiat dreptul, ulterior devenind jurnalist. În calitate de jurnalist a colindat prin toată Europa.
După al Doilea Război Mondial a emigrat în Israel.

## Scrieri
- Krug und Stein. Jüdische Anekdoten, München, 1961
- Das Mädchen aus dem Souterrain Texte aus der Bukowina Bd. 30, Rimbaud-Taschenbuch Nr. 32,  2005, ISBN 978-3-89086-643-7 ISBN
- Die Wette (Aus dem Nachlaß des Herrn Trajan nacherzählt) (Roman), editura Ullstein, Berlin, 1965; editura Rimbaud 2007; ISBN 3890865828    ISBN-13: 9783890865829
- ... der vor dem Löwen flieht (Roman), editura S. Fischer, Frankfurt a.M. 1961.; Büchergilde Gutenberg, Frankfurt a. M. / Wien / Zürich, 1963; Ullstein Berlin 2001; ISBN 3898340376    ISBN-13: 9783898340373